# Jean Zin
 (novembre 2017).
Si vous disposez d'ouvrages ou d'articles de référence ou si vous connaissez des sites web de qualité traitant du thème abordé ici, merci de compléter l'article en donnant les références utiles à sa vérifiabilité et en les liant à la section « Notes et références ».
Jean Zin, né le 22 septembre 1953, est un militant altermondialiste et écologiste français, également philosophe marxien.

## Biographie
En 1991, Jean Zin participe à la création d'un groupe de psychanalystes dissidents, puis se consacre à la rédaction d'un Prêt-à-penser. Il démissionne de la direction d'une petite entreprise d'informatique industrielle pour se consacrer à l'action politique, notamment avec Les Verts. Il organise des réunions de critique psychanalytique juste avant les grèves de décembre 1995, anime des cafés philosophiques à Figeac, et se présente aux élections législatives. 
En 1997, il ouvre son site web sur l’écologie révolutionnaire et lance un journal local (La Feuille verte). Il poursuit de nombreuses analyses politiques, notamment sur le travail et son dépassement, la prohibition des drogues... En 1999, il s’occupe chez Les Verts de la politique des revenus, puis participe à la création d'une revue écologiste, EcoRev’. 
En 2002, Jean Zin rejoint le groupe de recherche inter-disciplinaire, GRIT-transversal, dirigé par Jacques Robin et Joël de Rosnay. Ses domaines de recherche s'élargissent alors à la médecine, la biologie, la physique, et la théorie de l'information, approfondissant ainsi la notion de régulation. En 2005 il prend parti pour le « non » au référendum sur le traité constitutionnel européen redoutant que « la concurrence libre et non faussée » devienne un obstacle à la nécessaire relocalisation de l’économie.
En 2006, il publie un premier livre, L’Écologie politique à l’ère de l’information, dans lequel il définit les conditions d’une alternative politique et propose un changement d’institutions. Il participe au séminaire de Multitudes sur le revenu garanti, et est à l'origine de trois wiki, sur les coopératives municipales, les monnaies locales et le revenu garanti.

## Philosophie
Jean Zin se réclame des marxo-hégéliens avec un accent inédit sur l'« écologisation » de ce marxo-hégélianisme.
Selon lui, avec la prolifération des techniques informationnelles (informatique, internet, NTIC, etc.), on assiste depuis quelques décennies à une réorganisation de la production avec l’émergence du travail autonome, qui s’inscrit dans des logiques coopératives, et où la force de travail du travailleur est remplacée par sa capacité d’autonomie, de création, de résolution de problèmes. C’est ce qu’il appelle l’« entrée dans l’ère de l’information », qui correspond à l’avènement d’un nouveau mode de production (postmoderne). Il propose un nouveau système productif relocalisé (répondant aux menaces écologiques), fait de nouvelles institutions : monnaies locales, coopérative municipale et revenu garanti. 
À un travail qui devient discontinu, il veut assurer une continuité de revenu. Dans une activité de production où le travailleur est de plus en plus isolé, il veut créer des nouvelles solidarités et une institution où trouver aide et assistance (coopératives municipales). Dans une optique de refondation sociale et de réduction de l’effet de serre, où il convient de créer des circuits de productions les plus courts possibles, il propose de dynamiser les échanges locaux par l’utilisation de monnaies locales (à l’image de ce qui se fait dans les SEL) ainsi que de refonder la démocratie par le bas via le municipalisme libertaire (démocratie cognitive délibérative qui s’oppose à la démocratie majoritaire et représentative, à l’image de ce qui se passe du côté de Spezzano en Italie du Sud).
Jean Zin soutient que brider le système productif en réduisant le temps de travail et la consommation ne sera pas suffisant. Il faut, pour lui, réorienter l'économie vers l'immatériel (économie de la gratuité et de l'information), construire une véritable alternative locale et prendre acte de notre entrée dans ce nouveau mode de production qu'est l'ère de l'information et que certains, dans une conception spiritualiste, appellent la noosphère.
La façon de répondre à un productivisme insoutenable serait de construire une production alternative tirant parti de la révolution informationnelle pour réorienter l'économie sur le développement humain, les services et les consommations immatérielles en passant d'une logique concurrentielle à une logique coopérative et d'une productivité à court terme à l'investissement dans l'avenir, c'est-à-dire en développant l'autonomie de chacun, en particulier l'autonomie financière par une garantie de revenu.
Jean Zin voit en Jacques Ellul « le véritable fondateur de l'écologie politique ». Même s'il ne partage « ni ses convictions religieuses ni sa thèse principale qui fait de la technique, et non du capitalisme, la cause du productivisme et de notre déshumanisation », Zin admet que « son analyse s'applique exclusivement à une technique déchaînée et devenue sa propre fin (...) : il dénonce le caractère totalitaire de la technique à notre époque plus que la technique en soi (...). En cela, il touche juste et, malgré un parti-pris trop unilatéral qui n'évite pas les exagérations, ses analyses ne peuvent être balayées d'un revers de main. »

## Publication
- L’Écologie politique à l’ère de l’information, éditions èRe[4], 2006